# Handel (cratère)
Pour les articles homonymes, voir Handel.
Handel est un cratère d'impact présent sur la surface de Mercure. 
Le cratère fut ainsi nommé par l'Union astronomique internationale en 1976 en hommage au compositeur anglo-allemand Georg Friedrich Haendel. 
Son diamètre est de 138 km. Il se situe dans le quadrangle de Kuiper (quadrangle H-6) de Mercure.